# Deinotheriidae
Deinotheriidae (лат.) — вымершее семейство хоботных, существовавшее с олигоцена по ранний плейстоцен. Deinotheriidae — возможно, крупнейшие хоботные и одни из наиболее крупных сухопутных млекопитающих — достигали массы более 10 тонн.
У Deinotheriidae не было резцов на верхней челюсти, в то время как резцы нижней челюсти превратились в бивни средних размеров. Бивни Deinotheriidae были загнуты вниз и частично назад. Такое устройство зубов позволяло выкапывать съедобные коренья. В целом эти животные напоминали современных слонов.
В семействе два подсемейства: Chilgatheriinae с единственным видом хильгатерий и Deinotheriinae с родами продейнотерий и дейнотерий. Семейство возникло в Африке, а позже распространилось в Европу и Индостан.

## Родственные связи
Происхождение Deinotheriidae остаётся неясным.
Скорее всего, Deinotheriidae отделились от общего ствола эволюции хоботных на самых ранних стадиях их развития и поэтому мало родственны другим хоботным, включая современных. Deinotheriidae включены в особый подотряд Plesielephantiformes.